# Quốc kỳ Krym
Quốc kỳ Krym hiện nay (tiếng Nga: Флаг Крыма, tiếng Ukraina: Прапор Криму, tiếng Tatar: Qırım bayrağı) được sử dụng từ năm 1992 nhưng phải đến ngày 21 tháng 4 năm 1999 mới được công nhận chính thức.

## Đặc điểm
Lá cờ có tỉ lệ 1:2, chỉ gồm 3 sọc ngang: thiên thanh - trắng - đỏ. Trong đó:
- Sọc thiên thanh và sọc đỏ rộng bằng 1/6 chiều rộng cờ.
- Sọc trắng rộng bằng 2/3 chiều rộng cờ.

Màu sắc của quốc kỳ Krym vốn là những màu truyền thống của cộng đồng Slav.

## Lịch sử

### Những mẫu quốc kỳ được đề nghị

Mẫu 1
Mẫu 2
Mẫu 3
Mẫu 4

### Quốc kỳ Krym trong lịch sử

Cộng hòa Nhân dân Krym (1917 - 1918)
Chính phủ Khu vực Krym (1918)
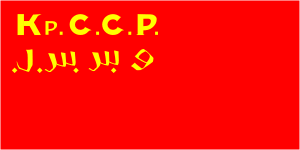
Cộng hòa Xã hội chủ nghĩa Xô Viết Tự trị Krym (1921 - 1929)
Cộng hòa Xã hội chủ nghĩa Xô Viết Tự trị Krym (1929 - 1938)[2]
Cộng hòa Xã hội chủ nghĩa Xô Viết Tự trị Krym (1938 - 1942[2], 1945 - 1992)